# Novák Anikó
Novák Anikó (Budapest, 1978. –), zeneszerző, karnagy, zenetanár, nyelvész. A szimfonikus világzene és a felemelő modern klasszikus zenei stílus egyik kidolgozója. Az Uplifting classical hídzenét játszó Gandharvák zenekar alapítója, karmestere és zenésze; a SHINE ifjúsági világzene együttes alapítója. Az analóg-holisztikus szolfézstanítási-tanulási rendszer kidolgozója.

## Életpályája
Zenei tanulmányait furulyán és hegedűn, majd zongorán kezdte, később magánének szakon tanult. Tanára Ötvös Csilla. Gimnáziumi tanulmányait követően a Weiner Leó Zeneművészeti Szakközépiskolában szolfézs-zeneelmélet szakon végzett Legánÿné Hegyi Erzsébet tanítványaként.
Az ELTE Belső-ázsiai Tanszékén a mongol népek zenei műveltségéről és a belső-ázsiai–magyar népzenei kapcsolatokról írta diplomamunkáját. Ehhez 20. századi mongol zenei eseményeket ismertető kronológiát és zenei szakszótárt is készített. Egyetemi évei alatt orgona és hárfa tanulmányokat kezdett (tanárai Peskó György és Kiss Tünde). Később ének-zene, valamint játék- és szabadidőszervező szakos tanári végzettséget szerzett. Diplomamunkájában dokumentálta Daróci Bárdos Tamás pályáját és életművét. Tanári diplomájának fő témája a mozgás és a ritmus jelentősége és lehetőségei az önismeret és az önszabályozás terén.
Különböző stílusú és apparátusú formációk után napjainkban hangszeres zenészként, énekesként és karmesterként saját zenekaraival lép fel, emellett amatőr együttesek, kórusok munkáját segíti. 2005-ben megalapította a SHINE ifjúsági világzenei együttest, 2011-ben pedig sokoldalú zenekara, a Gandharvák lépett nyilvánosság elé, amely formáció világviszonylatban egyedülálló.
Kortárs segítőként, majd hivatásaként tanított szolfézst, önismeretet segítő komplex készségfejlesztést, hangképzést és kamarazenét. Jelenleg a Weiner Leó Zeneiskola és Zeneművészeti Szakközépiskola és a budaörsi Leopold Mozart Zeneiskola tanára. 
Analóg és holisztikus megközelítések révén rendszere zeneesztétikai, néprajzi, neurológiai, rekreációs és önszabályozó szempontokra épül. Zenegyakorlást felnőtt és gyermekkorban kezdők számára egyaránt használatos elveinek sora a személyes konzultációtól a csoportmunka különböző típusain keresztül a korszerű informatikai háttér biztosításáig ölelik fel a tanítás palettáját. Szaktárgyaihoz élmény- és gyakorlótáborokat szervez kézműves, fejlesztő, testismereti és a zenei munkaképességet segítő foglalkozásokkal, zeneírási és improvizációs gyakorlatokkal.
Szerzői és tanári munkájában elsősorban a fejlődéslélektan, a hang –- zene –- egészség, a mozgás és zenei munkaképesség-gondozás, valamint a zeneterápia területeinek lehetőségére fókuszál. A kompetenciaterületekre való figyelem mellett hagyományos értékeket ültet korszerű köntösbe. Munkáját meghatározza a kórusmunka szeretete, a Magyar Rádió gyermekkarában és a Budapesti Akadémiai Kórustársaságnál szerzett tapasztalatai, valamint a budapesti Indonéz Nagykövetségen folytatott gamelán, bambuszfuvola és tánc tanulmányai.
Tízévesen írta első darabjait, rendszeresen az 1990-es évektől kezdve alkot. Művei elsősorban hangszeres zenék klasszikus, népi és uplifting classical stílusban, leggyakrabban kisszimfonikus zenekarra és ütőhangszerekre.

## Díjai
- I. Országos Zeneiskolai Hárfaverseny, I. díj.
- ELTE tudományos ösztöndíj, bronz fokozat (az indonéz gamelán zenéről és hátteréről elsőként magyar nyelven írt tanulmányáért)

## Együttesei
- Gandharvák (zeneszerző, billentyű, ének, furulya, hegedű)
- SHINE (hangszerelés, feldolgozások, zongora, hárfa, ének, furulyák, hegedű)
- Prospero (ének, furulya)

## Főbb művei
- Saját művek: Hangulatok (kisszimfonikus zenekarra), Camelot (kisszimfonikus zenekarra és ütőhangszerekre), Thalassa (mezzoszopránra, orgona/szintetizátorra és ütőhangszerekre)
- Magyar, ír, balkáni és világzenei alapú darabok/feldolgozások: Ünnep, Tavasz[1] Aldebaran, Megújulás, Kréta, Kumbaya[2]
- Magyar népdalfeldolgozások zenekarra és kórusra: Kivirulás (magyar népdalszvit gyermekkarra, zongorára és ütőhangszerekre), Tavaszi szél (kisszimfonikus zenekarra, szólóénekre és kórusra)
- Régizenei feldolgozások: Régi magyar táncok (kamarazenekarra és ütőhangszerekre)
- Népszerű dallamok feldolgozásai: Légiósok (Ørjan Nilsen: Legions), Vivaldi: Le Quattro Stagioni (Nyár, Vihar tétel)

## Diszkográfia
- Uplifting Classical 1. (Gandharvák, 2012)
- Uplifting Classical 2. (Gandharvák, 2014)[3]
- Varázs - MAGIC (Gandharvák, 2016)[4]